# Монтес, Мария
Мари́я Мо́нтес (англ. María Montez, урождённая — Мари́я А́фрика Анто́ния Гра́сия Вида́ль де Са́нто Си́лас, англ. Maria Africa Antonia Gracia Vidal de Santo Silas; 6 июня 1912, Бараона, Доминиканская Республика — 7 сентября 1951, Сюрен, Париж, Франция) — американская и французская актриса кино.

## Биография

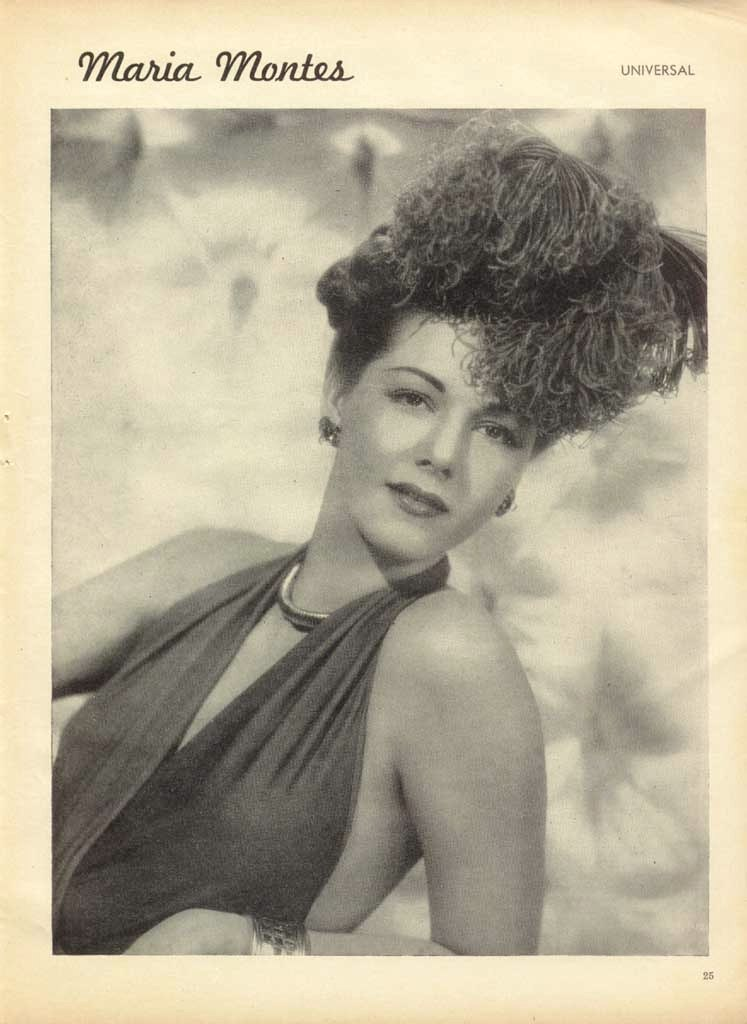
Мария Монтес на обложке журнала, 1944

Мария Монтес (урождённая Мария Африка Антония Грасия Видаль де Санто Силас) родилась 6 июня 1912 года в Бараоне (Доминиканская Республика) в семье крупного испанского предпринимателя, почётного вице-консула Испании в Доминиканской республике и его жены; у них было десять детей, Мария — вторая дочь. Воспитывалась в католическом монастыре на Канарских островах, в конце 1930-х годов приехала в Нью-Йорк, выступала как фотомодель.
В 1940—1951 годах активно снималась в кино. Взяла псевдоним в честь знаменитой танцовщицы Лолы Монтес (также псевдоним), которую обожал её отец. Актрису называли королевой Техниколора и Карибским циклоном. Играла в первом голливудском фильме Макса Офюльса «Изгнанник» (1947) с Дугласом Фэрбенксом, в костюмированных постановках «Тысяча и одна ночь» (1942), «Али Баба и сорок разбойников» (1944) и др. приключенческих лентах с экзотическим колоритом. Всего снялась в 27 фильмах, большинство из них — категории В. Её партнерами были Дон Амичи, Турхан Бей, Джон Холл, Джон Берримор, Кармен Миранда, Элис Фэй, Вирджиния Брюс, Мария Успенская, Эбботт и Костелло и др. После войны снялась в нескольких фильмах в Европе, в фильме Бернара Ролана «Портрет убийцы» (1949) её партнерами были Эрих фон Штрогейм, Арлетти и Пьер Брассёр. В начале 1951 года дебютировала на театральной сцене.
Мария Монтес дважды была замужем. Её первый супруг — банковский служащий Уильям Макфитерс, они были женаты в 1932—1939 годах; второй (впоследствии вдовец) — французский актёр Жан-Пьер Омон, (1911—2001), были женаты в 1943—1951 годах. Во втором браке Монтес родила своего единственного ребёнка — дочь Марию Кристину Омон (1946—2006), которая, как и мать, была актрисой.
Мария Монтес умерла 7 сентября 1951 года в Сюрене (Париж, Франция) в возрасте 39 лет. Смерть наступила в результате случайного утопления в ванне после сердечного приступа.
Похоронена на кладбище Монпарнас.

## Посмертная судьба и образ в культуре
Была очень популярна в среде нью-йоркского авангарда 1950—1960-х годов. В её честь взял псевдоним один из постоянных актёров Энди Уорхола, драг-квин Марио Монтес, который исполнял её роль в фильмах Уорхола. Стала культовой фигурой, воплощающей магию кино, для американского режиссёра-авангардиста Джека Смита, Смит рассказал об этом в своем творческом манифесте The Perfect Filmic Appositeness of Maria Montez (1962); он также не раз снимал Марио Монтеса в своих экспериментальных лентах. Кеннет Энгер называл фильм «Женщина-кобра» своим любимым.
Позднее портрет актрисы с юмором воссоздал Гор Видал в романе «Майрон» (1973).
В честь актрисы названы улица и международный аэропорт в Бараоне (1997), станция в метрополитене Санто-Доминго (2012).

## Фильмография
| Год  |   | Русское название          | Оригинальное название          | Роль                      |
| ---- | - | ------------------------- | ------------------------------ | ------------------------- |
| 1940 | ф | —                         | Boss of Bullion City           | Линда Калхун              |
| 1940 | ф | Девушка-невидимка         | The Invisible Woman            | Мари                      |
| 1941 | ф | —                         | Lucky Devils                   | купальщица                |
| 1941 | ф | Та ночь в Рио             | That Night in Rio              | Инез                      |
| 1941 | ф | —                         | Raiders of the Desert          | Зулейка                   |
| 1941 | ф | —                         | Moonlight in Hawaii            | Айлани                    |
| 1941 | ф | —                         | South of Tahiti                | Мелахи                    |
| 1942 | ф | —                         | Bombay Clipper                 | Соня Дитрих Лэндерс       |
| 1942 | ф | Тайна Мари Роже           | Mystery of Marie Roget         | Мари                      |
| 1942 | ф | —                         | Pardon My Sarong               | н/д                       |
| 1942 | ф | Арабские ночи             | Arabian Nights                 | Шахерезада                |
| 1943 | ф | Белое рабство             | White Savage                   | принцесса Тахия           |
| 1944 | ф | Али Баба и 40 разбойников | Ali Baba and the Forty Thieves | Амара                     |
| 1944 | ф | Следуя за парнями         | Follow the Boys                | в роли самой себя         |
| 1944 | ф | Женщина-кобра             | Cobra Woman                    | Толлея / Найя             |
| 1944 | ф | —                         | Gypsy Wildcat                  | Карла                     |
| 1944 | ф | —                         | Bowery to Broadway             | Марина                    |
| 1945 | ф | Судан                     | Sudan                          | королева Найла            |
| 1946 | ф | Танжер                    | Tangier                        | Рита                      |
| 1947 | ф | Изгнанник                 | The Exile                      | графиня Анбелла де Куртей |
| 1947 | ф | —                         | Pirates of Monterey            | Маргарита Наваррская      |
| 1949 | ф | Русалки Атлантиды         | Siren of Atlantis              | королева Антинея          |
| 1949 | ф | Моряк Ганс                | Hans le marin                  | Долорес                   |
| 1949 | ф | Портрет убийцы            | Portrait d’un assassin         | Люсьена де Ринк           |
| 1950 | ф | Венецианский вор          | Il ladro di Venezia            | Тина Пизани               |
| 1951 | ф | —                         | Amore e sangue                 | Долорес                   |
| 1951 | ф | —                         | Schatten über Neapel           | Долорес                   |
| 1951 | ф | —                         | La vendetta del corsaro        | Консуэло                  |